# Jean Bureau
Pour les articles homonymes, voir Bureau.
Jean Bureau,  né à Semoine vers 1390 et mort à Paris le 5 juillet 1463, seigneur de Montglat (ou Montglas), de La Houssaye-en-Brie (1450), de Fontenay-en-France, de Thieux et Noisy-le-Sec, de Marle et la Malmaison, est un Grand maître de l'artillerie du roi Charles VII qui, en utilisant massivement l'artillerie pour la première fois en Occident, a remporté la victoire contre les Anglais à la bataille de Castillon, mettant ainsi un terme à la guerre de Cent Ans.

## Biographie

### Origines et jeunesse
Deuxième fils de Simon Bureau et de son épouse Hélène, bourgeois de Paris, Jean Bureau est né à Semoine en Champagne[réf. nécessaire]. Il est le frère de Gaspard Bureau. Il fait ses études de droit à Paris. Il est commissaire au Châtelet lorsque Paris est occupée par les Anglais sous la tutelle du duc de Bedford.

### Guerre de Cent Ans
Jean Bureau sert aux sièges de Pontoise (1441) et de Harfleur (1449), assiste à la prise de Bayeux, et s'emploie à la capitulation de Caen. Après la reconquête de la Normandie, avec son frère, il s'installa à Caen dans la paroisse Saint-Étienne, dont ils furent les bienfaiteurs.
Il se signale encore en Guyenne devant Bergerac, et après avoir contribué à la reddition des châteaux de Montguyon et de Blaye, assiège Libourne qu'il emporte.
Il est nommé collecteur des impôts de Paris et, en 1443, trésorier général de France[réf. nécessaire]. Il est anobli en octobre 1447 à Bourges. Commissaire du roi aux finances des États du Bas-Limousin (1447-1450) du Haut-Limousin (1447-1451) et de la Marche (1450-1451), il est prévôt des marchands de Paris du 17 août 1450 au 19 août 1452. Diplomate et ambassadeur (en Armagnac et en Aragon).
La Guyenne entièrement soumise, Charles VII nomme le seigneur de Montglat maire perpétuel de Bordeaux en 1455. Il y fait édifier le château Trompette. Mais Bureau s'entend mal avec les Bordelais, notamment le captal de Buch. La ville se soulève et les Anglais la réinvestissent en 1452.
En 1453, pendant la seconde campagne de Guyenne, les troupes anglaises placées sous les ordres du général John Talbot subissent une lourde défaite à Castillon-la-Bataille devant les troupes françaises commandées par Jean de Bueil où les frères Bureau dirigeaient l'artillerie. Cette bataille marque la fin de la domination anglaise en Aquitaine et, plus généralement, de la guerre de Cent Ans.
À l'occasion de son sacre en 1461, Louis XI le fait chevalier et membre du Conseil du roi. Louis XI loge dans la maison des Porcherons de Jean Bureau, dans le nord-ouest de Paris, après son entrée solennelle dans la capitale[réf. nécessaire]. Le 7 septembre 1461, le roi le nomme l'un des deux maîtres de clercs ordinaires de la Chambre des comptes, après le président. Il est commissionnaire lors du procès de Jacques Cœur. Il meurt à Paris le 5 juillet 1463.

### Famille et descendance
Le 24 mai 1428, il épouse Jeanne Germaine Hesselin, dame d'honneur de la reine Marie d'Anjou, fille de Jacques Hesselin, valet de chambre du roi, et veuve en premières noces de Guillaume de Sailly. De cette union naissent trois fils et deux filles : 
1. Jean Bureau dit L’Aîné.
2. Pierre III Bureau.
3. Simon Bureau.
4. Philippa Bureau.
5. Isabau (Isabelle) Bureau : elle épouse en 1463 un des fils de Jacques Cœur, Geoffroy.

### Postérité
En 1888, l'Union patriotique de la Gironde fait construire un monument à la gloire de Jean Bureau sur le site de la bataille de Castillon.

## Témoignages
- Louis-Napoléon Bonaparte, dans Études sur le passé et l’avenir de l’artillerie, t. II, 1851 :

« En France, la guerre de l’Indépendance contre les Anglais avait réveillé le génie guerrier de la nation, et, non-seulement l’héroïque Jeanne d’Arc s’occupait elle-même de diriger l’artillerie ; mais deux hommes éminents sortis du peuple, les frères Bureau, apportèrent tous leurs soins à perfectionner les bouches à feu et à la conduite des sièges. Ils commencèrent à employer, quoiqu'en petit nombre, les boulets de fer au lieu des boulets de pierre, et alors, un projectile du même poids occupant un plus petit volume, on put lui donner une plus grande quantité de mouvement, parce que la pièce, ayant un moindre calibre, offrit plus de résistance à l’explosion de la poudre.
Ce boulet plus dur ne se brisa plus et put pénétrer dans la maçonnerie ; il y eut avantage à augmenter sa vitesse en diminuant sa masse ; les bombardes devinrent moins lourdes, quoique leur effet fût rendu plus dangereux.

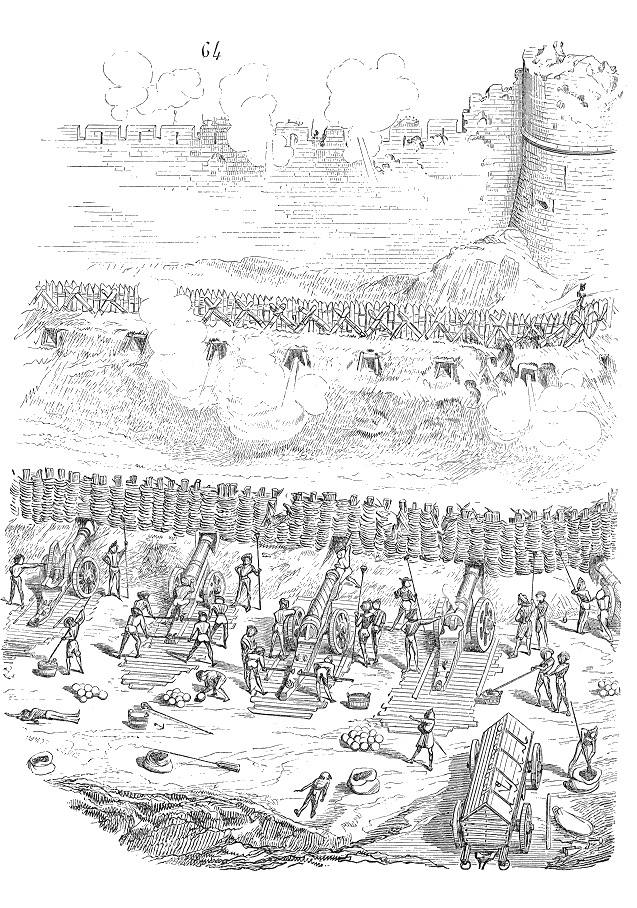
Artillerie de siège médiévale par Viollet-le-Duc.

Au lieu d’élever des bastilles tout autour de la ville, les assiégeants établirent, devant les grandes forteresses, un parc entouré d’un retranchement situé dans une position centrale, hors de la portée du canon. De ce point, ils conduisirent un ou deux boyaux de tranchée vers les pointes où ils placèrent leurs batteries... Nous sommes arrivés au moment où les tranchées furent employées comme moyen d’approche concurremment avec les couverts en bois... Aux frères Bureau revient l’honneur d’avoir les premiers fait l’emploi le plus judicieux de l’artillerie à feu dans les sièges. De sorte que les obstacles tombèrent devant eux, les murailles frappées ne résistaient plus à leurs boulets et volaient en éclats. Les villes que défendaient les Anglais et qu’ils avaient mis des mois entiers à assiéger, lors de leur invasion, furent enlevées en peu de semaines. Ils avaient employé quatre mois à assiéger Harfleur, en 1440 ; huit mois à assiéger Rouen, en 1418 ; dix mois à s’emparer de Cherbourg, en 1418, tandis qu’en 1450, toute la conquête de la Normandie, qui obligea à entreprendre soixante sièges, fut accomplie par Charles VII en un an et six jours.
« L’influence morale exercée par la grosse artillerie est devenue si grande qu’il suffit de son apparition pour faire rendre les villes.
«... Disons-le donc, en l’honneur de l’arme, c’est autant aux progrès de l’artillerie qu’à l’héroïsme de Jeanne d’Arc, que la France est redevable d’avoir pu secouer le joug étranger de 1428 à 1450. Car, la crainte que les grands avaient du peuple, les dissensions des nobles eussent peut-être amené la ruine de la France, si l’artillerie, habilement conduite, ne fût venue donner au pouvoir royal une force nouvelle, et lui fournir à la fois le moyen de repousser les ennemis de la France et de détruire les châteaux de ces seigneurs féodaux qui n’avaient point de patrie.
« Cette période de l’histoire signale une ère nouvelle. Les Anglais ont été vaincus par les armes à feu, et le roi, qui a reconquis son trône avec des mains plébéiennes, se voit pour la première fois à la tête de forces qui n’appartiennent qu’à lui. Charles VII, qui naguère empruntait aux villes leurs canons pour faire les sièges, possède une artillerie assez nombreuse pour établir des attaques devant plusieurs places à la fois, ce qui excite à juste titre l’admiration des contemporains.
* Un texte d'époque de l'évêque Basin, que Bureau a certainement connu, le décrit comme un homme d'origine humble, de basse stature, mais d'une grande détermination et courage. Selon les récits, Bureau était un perfectionniste ; méthodique, esprit mathématique, c'était aussi un brillant administrateur, doué d'une vive imagination technique qui lui permettait de tirer le meilleur parti des armes primitives de l'époque.[réf. nécessaire]

## Armes

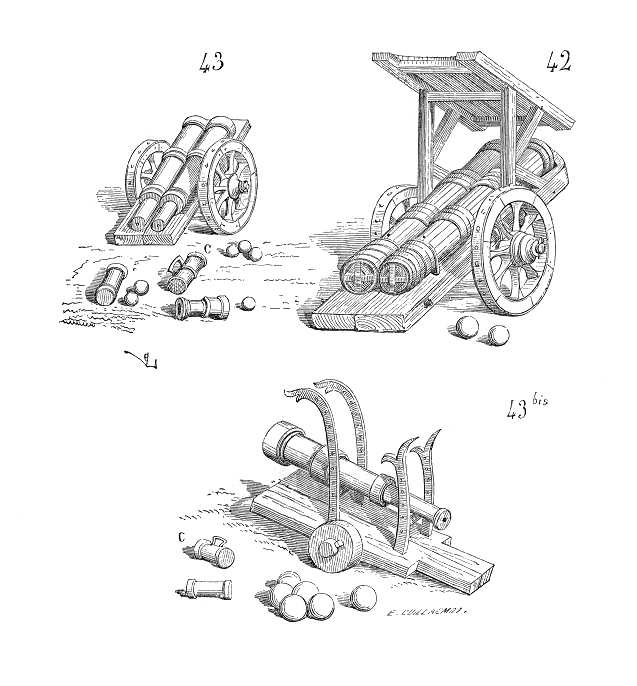
Artillerie médiévale.

- La poudre à canon : vers 1429, un grand progrès technologique est réalisé avec l'invention du moulin à poudre ; celle-ci est auparavant préparée sur le champ de bataille. C'est un mélange qui contient une mesure de charbon végétal, une mesure de soufre et six mesures de salpêtre, recette venant de Chine. Au commencement, la poudre sert  plutôt d'agent incendiaire que d'explosif, d'où l'expression : armes à feu. Un pas en avant est fait quand on découvre que la poudre détone mieux quand elle est assez broyée. À l'origine de l'artillerie, le progrès des explosifs facilite également le travail des sapeurs.
- Les canons : il y a une rapide évolution dans la fonderie des canons en bronze, en laiton et plus rarement, en fer. Il arrive souvent aux canons d'exploser. Pendant le siège de Cherbourg, on célèbre le fait que  quatre canons seulement aient éclaté.
- Le canon à main ou couleuvrine